# Ortenau

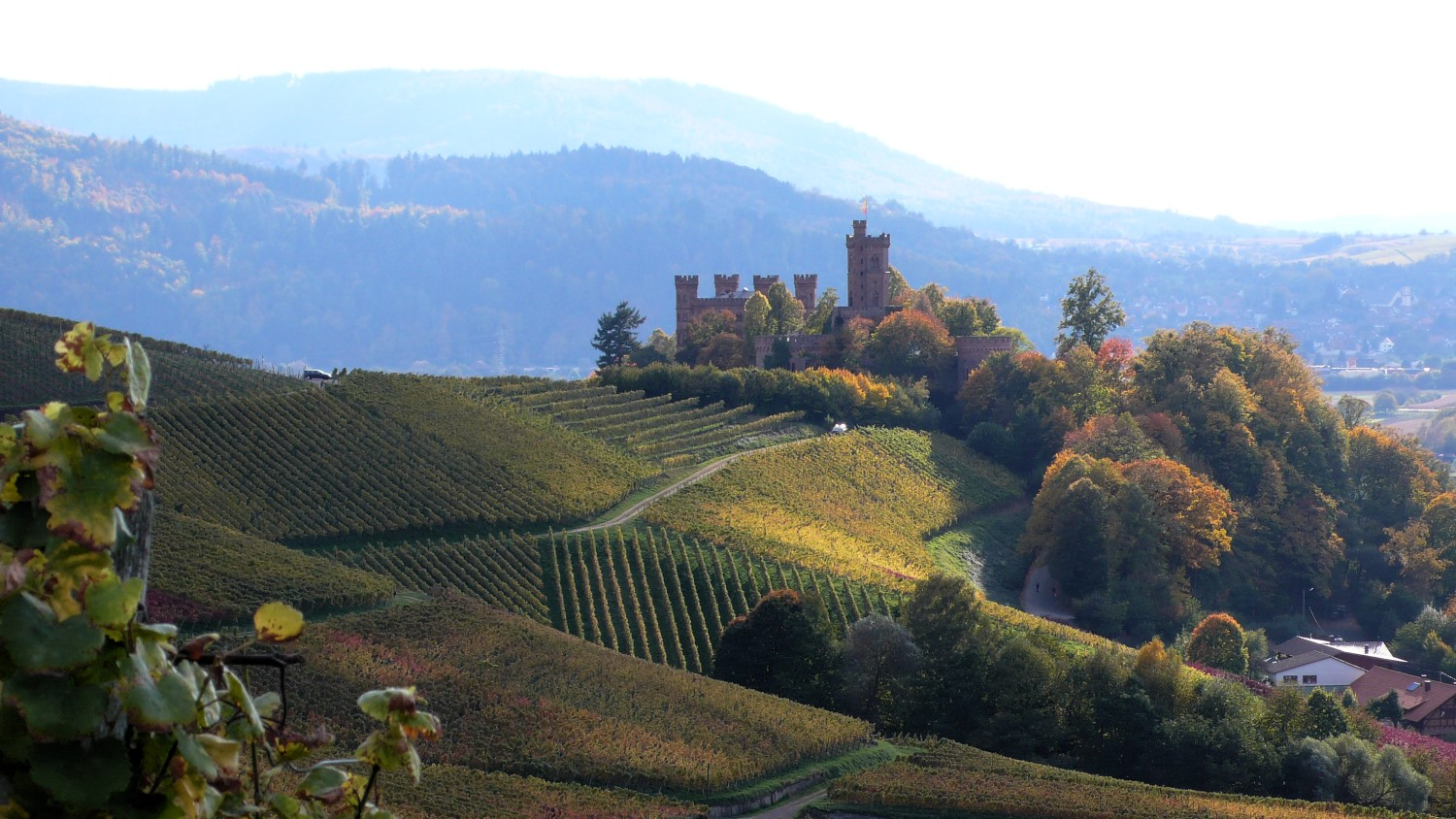
Vinhedos no Ortenau

Ortenau (até ao século XVI chamado de Mortenau) é uma região histórica da Alemanha, no sudoeste do estado de Bade-Vurtemberga. 

## Localização
Esta região está localizada na margem direita do rio Reno, entre o Reno Superior (Oberrhein) e o sopé da Floresta Negra. As suas fronteiras vão desde a região da Brisgóvia, cobrindo aproximadamente a mesma área do atual Distrito de Ortenau, um distrito administrativo cujo centro é Ofemburgo.

## História
A região aparece referida pela primeira vez como Mordunouva num documento datado de 763. No período medieval foi uma região (Gau) pertencente ao ducado da Suábia, recebendo o nome a partir de uma fortificação próxima de Ortemberga, no local onde hoje se encontra o castelo local (Ortenberg Schloss).
Em 1007, Henrique II, Sacro-imperador Romano-Germânico, doou Ortenau como feudo ao Príncipe-Bispo de Bamberga. Contudo, como os bispos não conseguiam controlar as suas terras na Suábia, confiaram o governo local à Casa de Zähringen.
Quando alinha principal dos Zähringen se extinguiu em 1218, deflagrou um conflito pelo controlo do território entre os seus herdeiros, os Margraves de Baden, os Príncipes-Bispos de Estrasburgo e o imperador Frederico II, um Hohenstaufen. O resultado foi a sua desintegração sendo substituido por pequenos estados, uns adquiridos pelo Príncipe-Bispo de Estrasburgo, outros controlados pelo imperador.
Entre 1803 e 1819, o Ortenau foi integrado no Grão-Ducado de Baden.